# 古群山群島

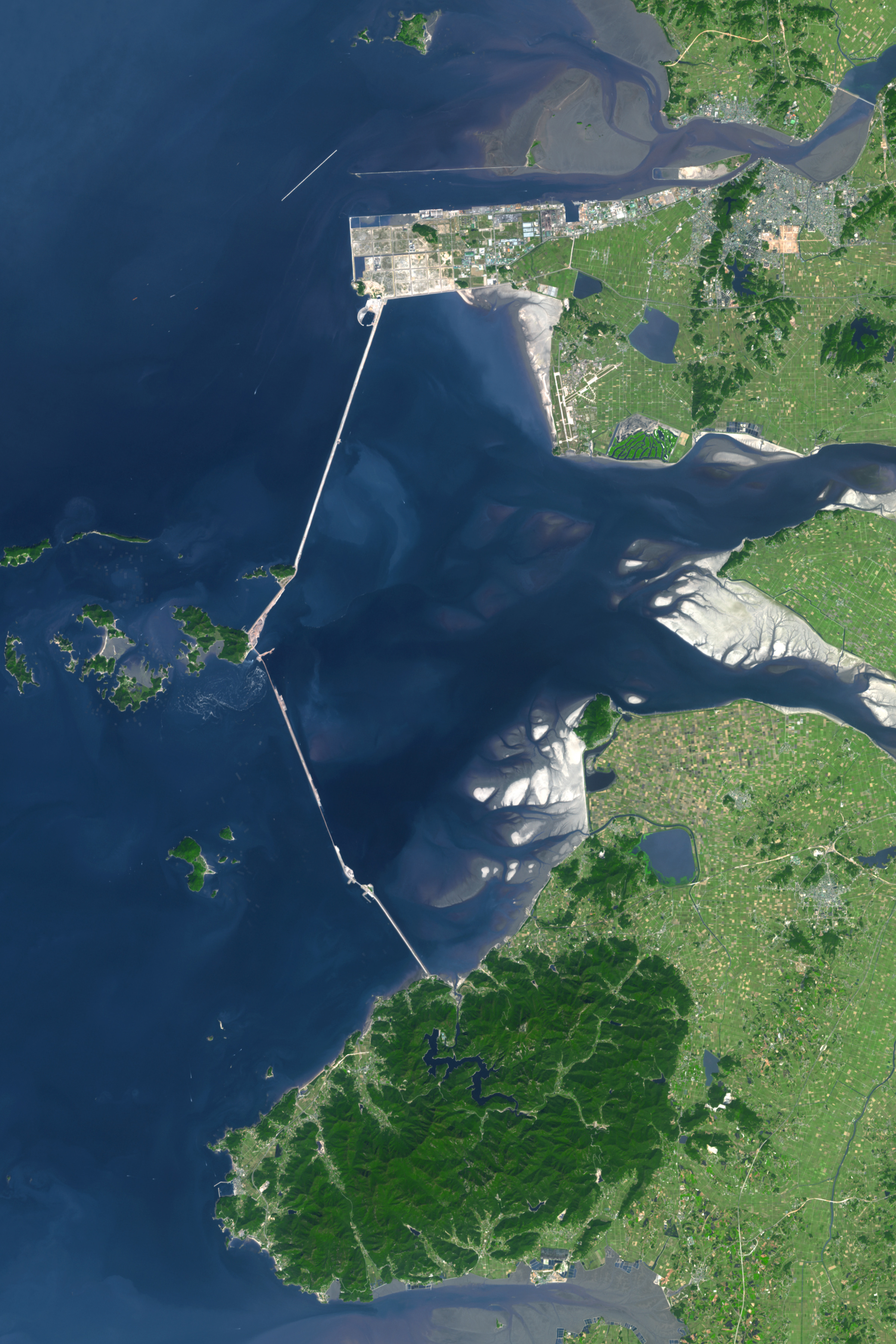
古群山群岛在图片左侧。

古群山群岛（：／ Gogunsan Gundo */?），是大韩民国的群岛，位于黄海，由16个有人居住的岛屿47个无人居住的岛屿组成，由全罗北道负责管辖，面积约为23km²，2015年人口4,081。